# Basidie

Schema vorming basidium en basidiosporen

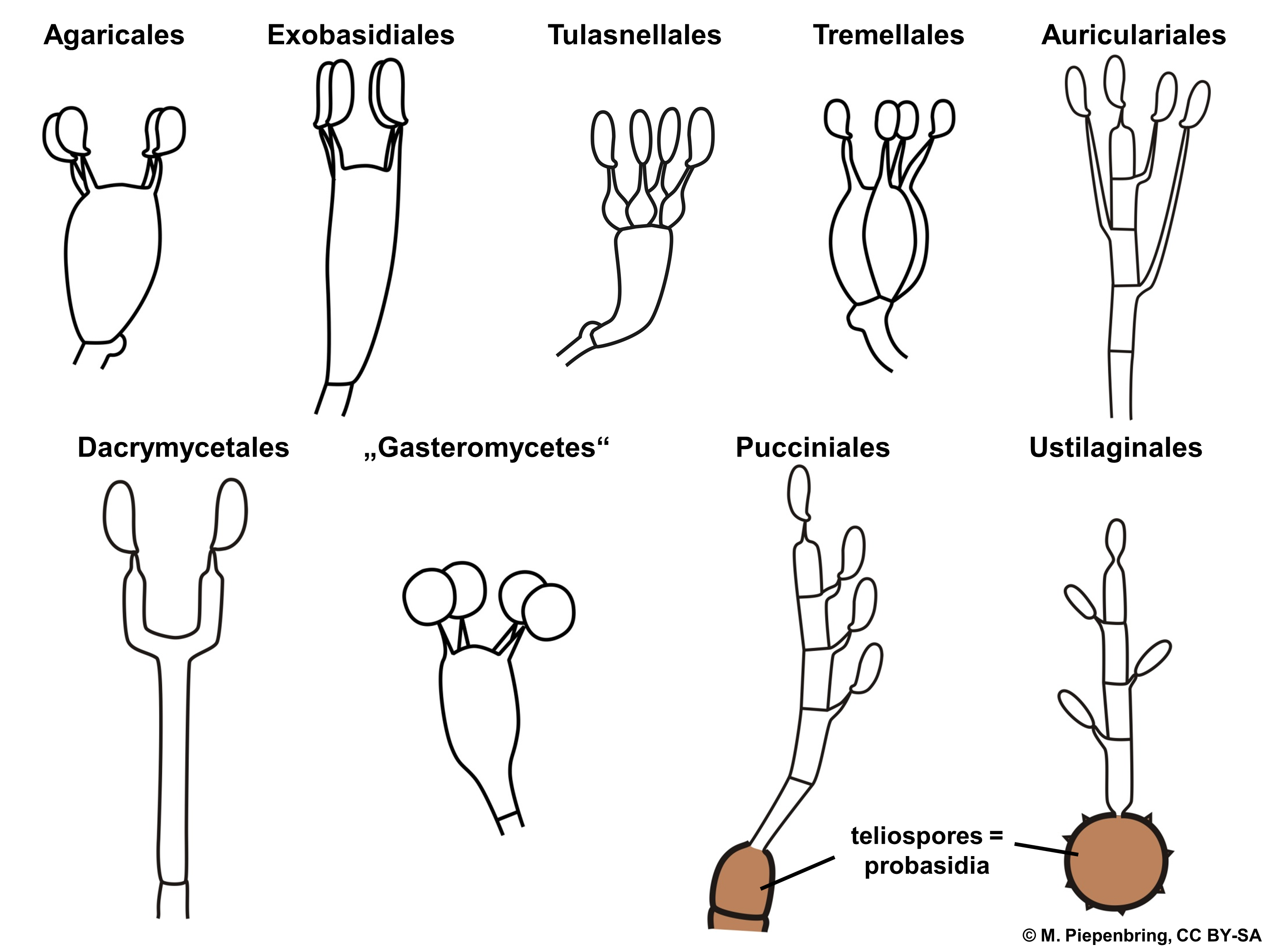
Typen basidie

Een basidie of basidium (meervoud basidia) is een sporangium van de Basidiomycota-schimmels. De geslachtelijke sporen, die aan een basidium ontstaan, worden basidiosporen genoemd. Een basidium is in aanleg eencellig, maar er zijn ook door verdere ontwikkeling twee- of viercellige basidiën.
De code voor basidia van de determinatiesleutel is IV en die voor basidiosporen is IVsp.
Bij de roesten (Pucciniales) ontstaat eerst een probasidium (teleutospore).
Het ontstaan en de structuur van de basidiën zijn belangrijke kenmerken voor de indeling van de verschillende basidiënvormende schimmels.

## Basidiumvorming
Een basidium ontstaat meestal door gespvorming. Daarnaast zijn er ook soorten die geen gespvorming hebben. Hier ontstaat een basidium door knopvorming van de eindcel aan een dikaryotische schimmeldraad.
Een derde variant is de vorming van een probasidium.

## Basidium-indeling

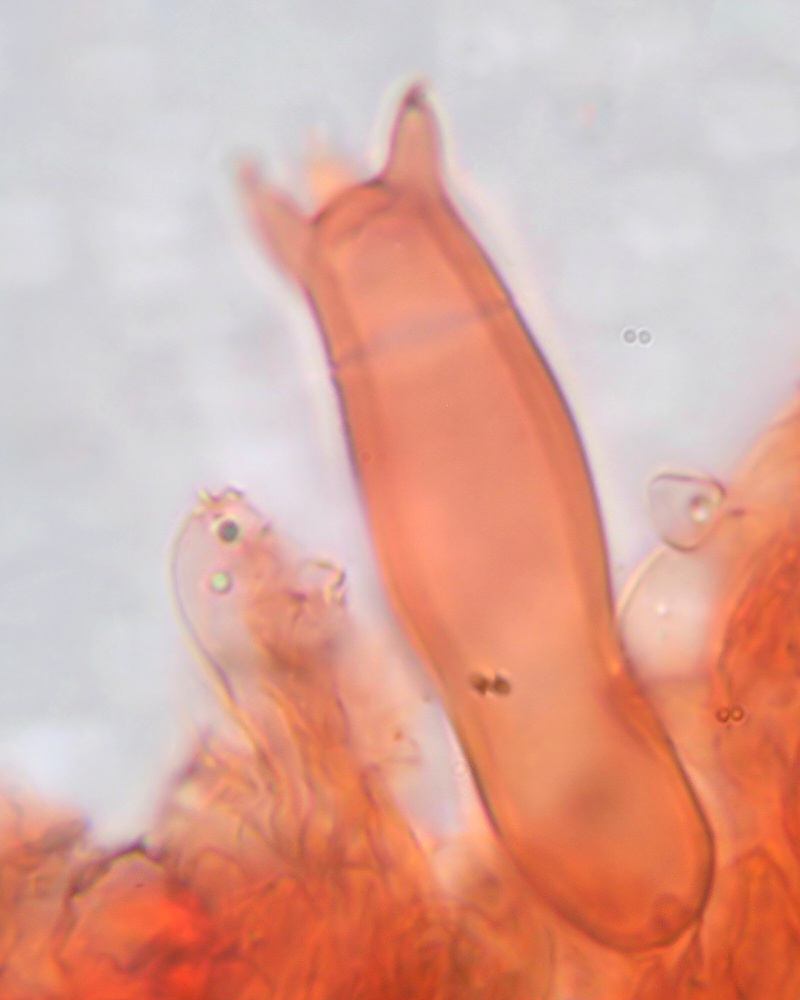
Holobasidium, gekleurd met congorood

De hoofdindeling is naar ongesepteerde (zonder tussenwanden) en gesepteerde (met tussenwanden) basidiën.

### Holobasidium
Een holobasidium is eencellig en ongesepteerd. De door karyogamie (kernversmelting) en meiose ontstane kernen gaan naar de uitstulpingen in de top en vormen daar de basidiosporen.

### Fragmobasidium
Een fragmobasidium is gesepteerd. De septering kan overlangs of dwars zijn. De vorming van de tussenwanden gebeurt direct na de meiose.

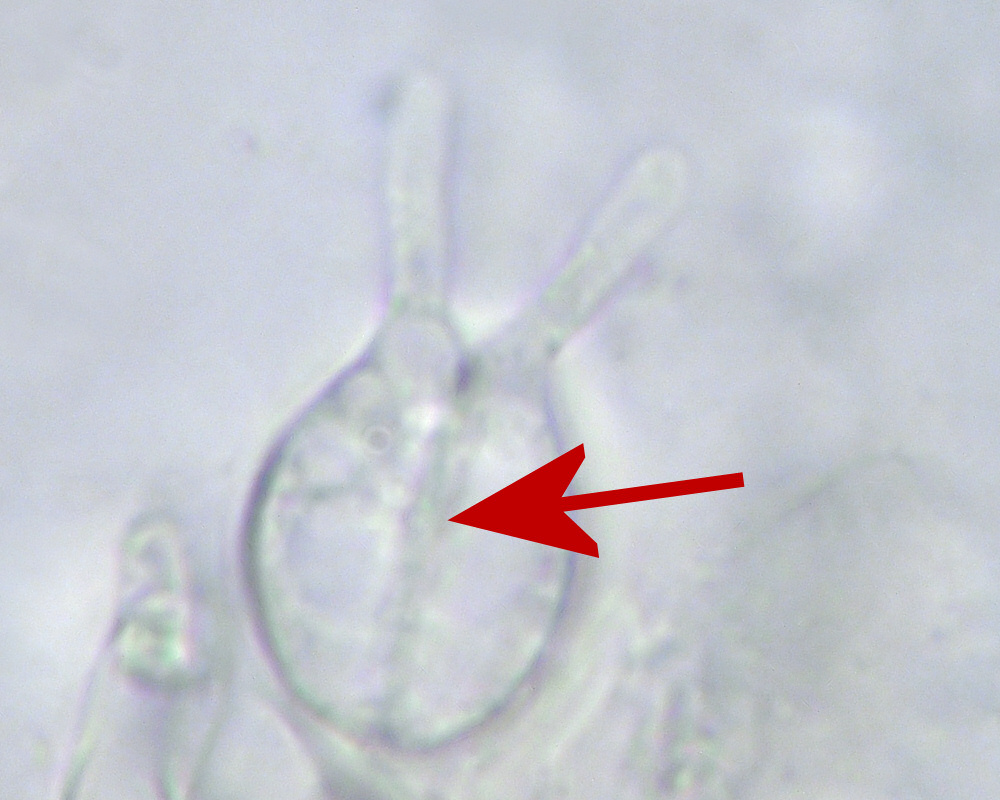
Fragmobasidium met overlangs septum (rode pijl)